# Fahrenheit 88
Pour les articles homonymes, voir Fahrenheit (homonymie).
Fahrenheit 88 est un centre commercial de Kuala Lumpur, en Malaisie. Il est situé dans le quartier de Bukit Bintang.